# 1587 Kahrstedt
1587 Kahrstedt је астероид главног астероидног појаса са средњом удаљеношћу од Сунца која износи 2,545 астрономских јединица (АЈ).
Апсолутна магнитуда астероида је 11,2.